# Cultura de Mauritania

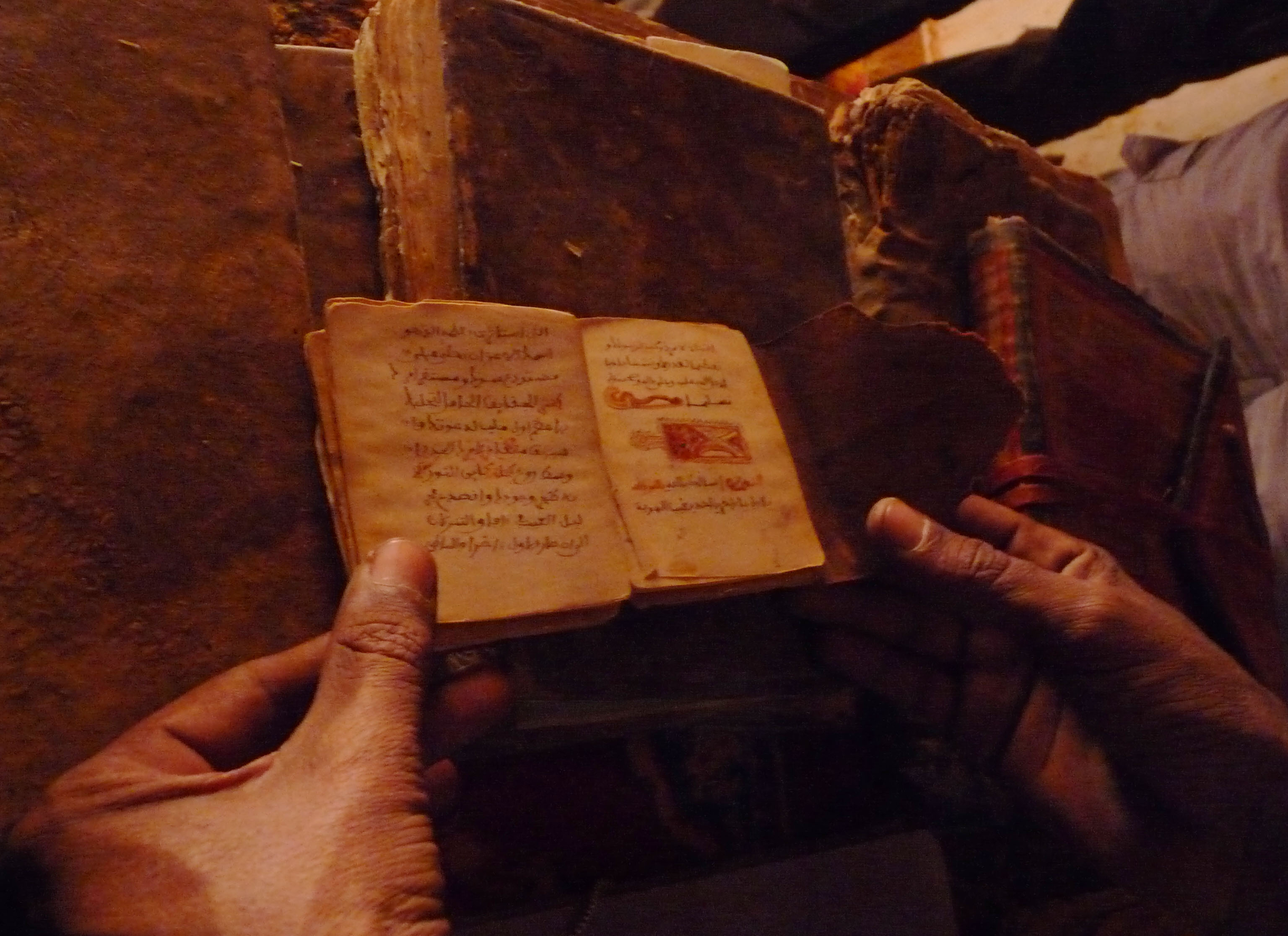
Manuscrito en una biblioteca de Chingueti.

Mauritania es un país de cultura tradicionalmente nómada. Toda su estructura social es tribal, y basa sus leyes en estas. De trato altamente cortés, y muy social, esto no impedía antiguamente que por usos de pozos y tierras fértiles, estuvieran siempre al borde de alguna guerra entre las tribus.
A principios de siglo no existía Mauritanía como país, sus pocas ciudades sedentarias dentro del territorio actual eran antiguas ciudades de paso de caravanas y dedicadas principalmente al comercio.Por tanto, la mayoría de los habitantes actuales de Mauritania, eran antiguos comerciantes y pastores nómadas de ganado. Muy poca gente de más de 40 años no ha nacido en una Haima (hogar móvil de los habitantes del Sahara, similar a una tienda de acampar).
Actualmente y debido a las mejoras de las comunicaciones y medios de movilidad, el nomadismo ha pasado en 50 años de ser más de un 80 % a un 25%, pero curiosamente, la mayoría de los habitantes originarios de Mauritania se siguen dedicando al comercio y a la ganadería.
- Datos: Q3007436
- Multimedia: Culture of Mauritania / Q3007436